# Mathewsoconcha vexillum
Mathewsoconcha vexillum är en snäckart som beskrevs av Preston 1913. Mathewsoconcha vexillum ingår i släktet Mathewsoconcha och familjen Helicarionidae. Inga underarter finns listade i Catalogue of Life.